# 7 mars dans les chemins de fer
7 février 7 avril
Chronologies thématiques
- Croisades
- Sports
- Disney

Cette page concerne les événements qui se sont déroulés un 7 mars dans les chemins de fer.

## Événements

### XXIesiècle
- 1930. France : prolongement de la ligne 10 du métro de Paris entre Place d'Italie et Porte de Choisy.

## Décès
- 1942 : en  France, Pierre Semard, ancien secrétaire général de la fédération CGT des cheminots est fusillé par les nazis à Évreux (° 15 février 1942).